# Dorotea de Chopitea y de Villota
Dorotea de Chopitea y de Villota (Santiago de Xile, 4 de juny de 1816 - Barcelona, 3 d'abril de 1891) va ser una laica salesiana xilena i catalana, protectora i benefactora de diversos ordes catòlics i promotora d'obres socials. Va ser proclamada venerable per l'Església catòlica el juny del 1983 i el seu procés de beatificació està en estudi. És recordada per les seves activitats en el camp de la beneficència.

## Biografia
Nasqué a Xile, en el si d'una família aristòcrata. El seu pare era l'emigrant, comerciant i cavaller Pedro Nicolás de Chopitea y Aurrecoechea, originari de Lekeitio (Biscaia), cosí germà de José Miguel Carrera. Sa mare fou Isabel de Villota, xilena. El 1819 la família s'instal·là a Barcelona, al barri de la Ribera, ja que l'any anterior Xile havia proclamat la seva independència.
Durant tretze anys van residir al carrer de la Barra de Ferro, prop de l'església de Santa Maria del Mar i de la casa d'un vell amic nascut a Xile, però de pare català (de Palafrugell), Josep Maria Serra, futur sogre de Dorotea. Es casà molt jove, als setze anys (1832), amb Josep Maria Serra i Muñoz, també nascut a Santiago, però fill del palafrugellenc Marià Serra, industrial metal·lúrgic i que més tard seria cònsol del govern xilè a Barcelona i un dels tres fundadors del Banc de Barcelona. Establerts al carrer de Moncada, tingueren sis filles. De ben aviat, la família va començar a col·laborar en el patrocini d'obres pies, entre 1844 i 1882 va participar en la fundació del Col·legi del Sagrat Cor de Sarrià, poble on tenien la casa d'estiueig. El 1860, Dorotea va fundar una residència per als fills dels treballadors de tallers i fàbriques, que permetés tenir-ne cura mentre els pares estaven treballant, i el 1868 funda el primer hospital per a nens de tot l'estat, encarregat a sant Benet Menni. El 1873, la família es trasllada a un palau senyorial al nou Eixample de Barcelona, avui en dia l'Hotel Granvia, just a tocar del passeig de Gràcia.
En 1879 va col·laborar en la fundació de l'Hospital del Sagrat Cor i poc després, en 1882, enviudà. Des de llavors, es lliurà al compromís social i contribuí a fundar hospicis, asils, escoles, temples, etc. Tingué correspondència amb Sant Joan Bosco i amb el seu successor, el beat Miguel Rúa, i contribuí a la fundació d'obres socials dels salesians, com una escola taller a Sarrià (1884), a més de fundacions a Xile, a Santiago de Xile i Talca. Finançà la construcció de l'església del Sagrat Cor del carrer de Casp de Barcelona, dels jesuïtes, i promogué, arran de la visita de Joan Bosco a Barcelona, la construcció d'un temple al cim del Tibidabo.
A Barcelona finançà la creació de les Escoles Professionals de Sarrià, amb la primera escola-taller d'arts gràfiques de la ciutat, el Col·legi Salesià de Sant Josep, amb la seva església (a Rocafort, 42), i altres institucions religioses encaminades a l'educació i formació de joves pobres. Fora de Barcelona, contribuí juntament amb al pare Blas Cañas i el filantrop xilè Manuel Arriarán a la fundació dels col·legis salesians del Patrocini de Sant Josep i Maria Auxiliadora a Santiago de Xile.
Per la vinculació familiar amb Palafrugell, especialment amb Calella de Palafrugell, poble de mariners, i per la seva condició de catòlica, considerà que hi havia unes necessitats espirituals i de fe importants, i dedicà una especial part de la seva vida i fortuna. A Palafrugell es pot documentar el seu suport al Centre Catòlic i a la restauració de l'església de Sant Pere de Calella de Palafrugell.
Morí a Barcelona el 3 d'abril de 1891, als 75 anys, deixant quasi tota la seva fortuna personal a la beneficència. Les seves filles continuaran les obres que van restar inacabades. El papa Benet XV va concedir a la seva neta Isidra Pons i Serra, casada amb Sebastià Pascual i de Bofarull, el títol pontifici de marquesa de Villota de San Martín.

## Veneració

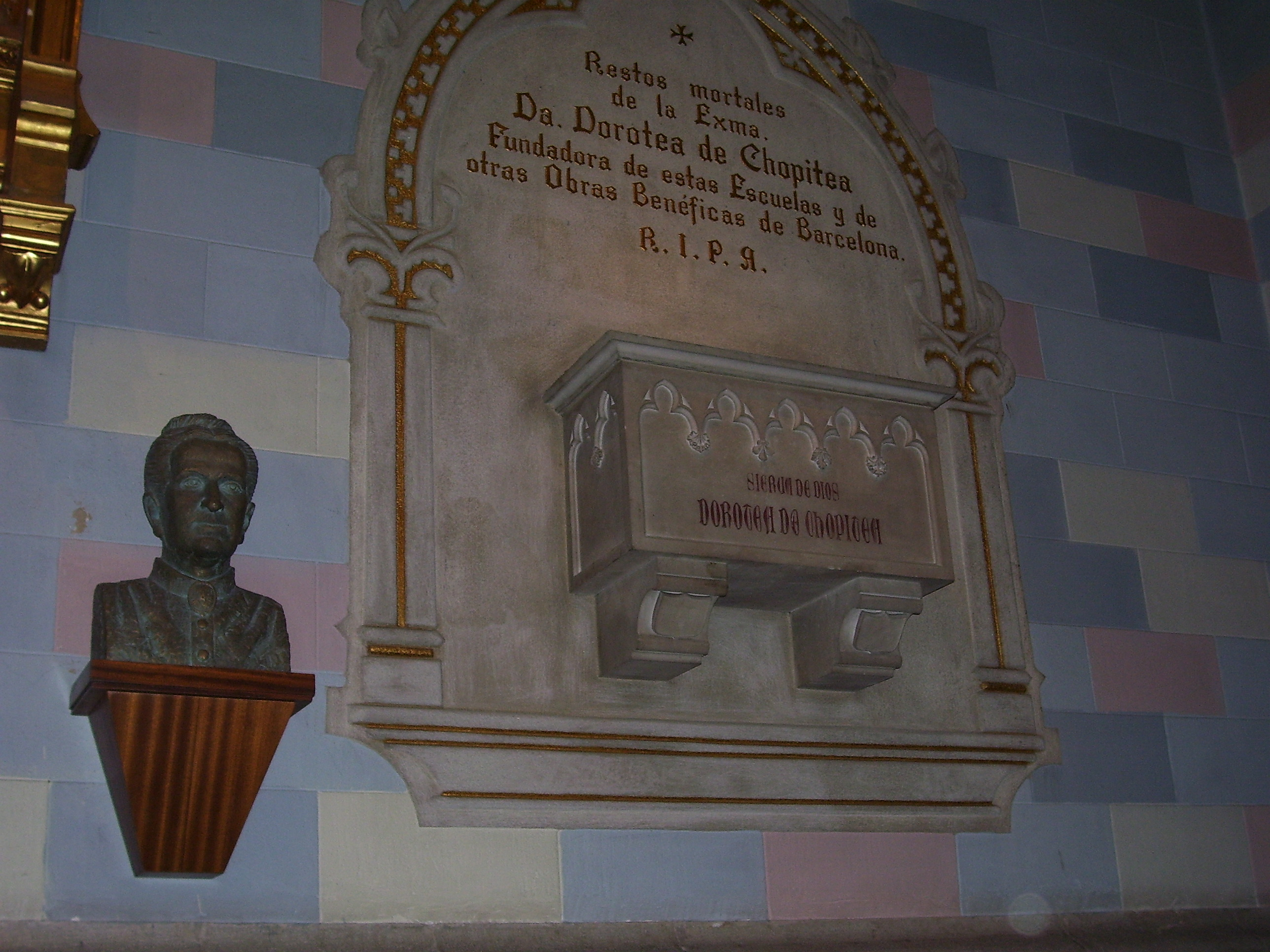
Tomba de Dorotea de Chopitea a Barcelona.

El seu cos reposa al Santuari Parroquial de Maria Auxiliadora de Sarrià (Barcelona), també fundat per ella (passeig de S. Joan Bosco, 74). Ben aviat, el 1892, se'n publicà una biografia, per Jaume Nonell, jesuïta, i una segona en 1926, del també jesuïta Jacint Alegre. El 1963 se'n publica la tercera, pel salesià Amadeo Burdeus. I el 2009, la quarta, pel salesià Ramon Alberdi.
El 1927 s'obre el procés de beatificació i es traslladen les seves restes des del cementiri del Poble Nou al Santuari de Maria Auxiliadora. Fou declarada venerable per sant Joan Pau II el 9 de juny de 1983 i actualment està oberta la seva causa de beatificació.

## Obra
A més dels temples esmentats, es deuen al seu mecenatge, les escoles i col·legis:
- Sagrat Cor - Sarrià (Religioses del Sagrat Cor de Jesús), carrer del Sagrat Cor, 25.
- Sagrat Cor - Aldana (Religioses del Sagrat Cor de Jesús), carrer d'Aldana 1.
- Sagrada Família (Paüles), carrer del Comte d'Urgell, 262.
- Jesuïtes de Casp, carrer de Casp, 25.
- Salesians de Sarrià, passeig de Sant Joan Bosco, 42.
- Salesianes de Sarrià, passeig de Sant Joan Bosco, 24.
- Salesians de Rocafort, carrer de Rocafort, 42.
- La Salle Barceloneta, carrer de Balboa, 18.
- Jesuïtes de Sarrià, carrer de Carrasco i Formiguera, 32.
- Assumpció (Concepcionistes); primer a Triomf, 107 (Sant Martí de Provençals), avui a la Rambla del Poblenou, 94-96.
- Sagrat Cor - Diputació (Religioses del Sagrat Cor de Jesús), al carrer de la Diputació, 326 (primer al 270).
- La Salle Gràcia; primer a Església, 4 (Gràcia), avui a la plaça del Nord, 14.
- Sant Vicenç de Paül (Paüles), carrer de les Carolines 16 (desaparegut com a col·legi).
- La Salle Les Corts, avinguda de Sarrià, 8 (desaparegut).
- La Salle Poble Sec, carrer de Blai, 42 (desaparegut).

Els hospitals fundats van ésser:
- Hospital de Sant Joan de Déu (Germans Hospitalaris de Sant Joan de Déu), primer a les Corts i avui a Esplugues de Llobregat.
- Hospital Sant Rafael (Hospitalàries del Sagrat Cor de Jesús), primer a les Corts, avui a la Vall d'Hebron.
- Hospital del Sagrat Cor (Hospitalàries del Sagrat Cor de Jesús), primer als carrers del Comte Borrell i de Londres, avui al carrer de Viladomat, 288.
- Hospital de Nens de Barcelona, primer anomenat Alberg de Sant Antoni (Paüles), carrer de Roger de Flor, 259.

Finalment, va fundar set residències per a gent gran i infants:
- Asil de Sant Joan Baptista, avui Escola Sant Joan Baptista (Paüles), carrer de Balboa, 19-27.
- Asil de Sant Rafael, avui Llar d'Infants de Sant Rafael (Paüles), carrer de Roger de Flor, 98.
- Residència de Maria Reparadora (Reparadores), primer als carrers de Casp i de Girona, avui a Cerdanyola del Vallès.
- Residència i Centre Social de Maria Immaculada (Religioses de Maria Immaculada), al carrer Comtal, 35, avui al carrer del Consell de Cent, 393-397.
- Asil del carrer de la Lluna (desaparegut).
- Asil del Bon Consell (Dominiques de la Presentació), on avui hi ha El Corte Inglés - Diagonal (desaparegut).
- Asil d'Ancians (Germanetes dels Pobres), carrer del Comte Borrell, 159-169 (desaparegut).